# Borčice
Borčice (Hongaars: Borcsic) is een Slowaakse gemeente in de regio Trenčín, en maakt deel uit van het district Ilava.
Borčice telt 400 inwoners.